# Liga (sport)
 For alternative betydninger, se Liga. (Se også artikler, som begynder med Liga)
En liga i sport er, når flere hold går sammen i en turnering, hvor alle møder alle, og den med flest sejre/point vinder eller går videre til et slutspil.
Superligaen er et eksempel på en liga.